# Jordal Amfi
Jordal Amfi er en skøjtebane i Oslo, der åbnede i efteråret 2020. Det erstatter en tidligere skøjtebane på stedet, som også blev kaldt  Jordal Amfi.
Vålerenga Ishockey spiller sine hjemmekampe i det nye Jordal Amfiteater. Arenaen erstattede den gamle Jordal Amfi fra 1951. Flere af de arkitektoniske tiltag, der hjalp med at gøre det gamle amfiteater unikt, er fortsat på den nye arena.